# Sivenathi Nontshinga
Sivenathi Nontshinga est un boxeur sud-africain né le 3 décembre 1998 à Newlands.

## Carrière
Passé professionnel en 2017, il remporte le titre vacant de champion du monde des poids mi-mouches IBF le 3 septembre 2022 après sa victoire aux points contre Hector Flores Calixto. Il défend ensuite sa ceinture après une victoire aux points aux dépens de Regie Suganob le 2 juillet 2023 avant d'être battu par KO au 2e round le 4 novembre 2023 par Adrian Curiel.
Sivenathi Nontshinga récupère la ceinture IBF des mi-mouches le 16 février 2024 en battant par arrêt de l'arbitre au 10e round Curiel lors du combat revanche. Mais il la perd le 12 octobre suivant contre Masamichi Yabuki en étant à son tour stoppé au neuvième round.